# Municipio de Romine
El municipio de Romine (en inglés: Romine Township) es un municipio ubicado en el condado de Marion en el estado estadounidense de Illinois. En el año 2010 tenía una población de 514 habitantes y una densidad poblacional de 5,52 personas por km².

## Geografía
El municipio de Romine se encuentra ubicado en las coordenadas 38°31′1″N 88°45′32″O / 38.51694, -88.75889. Según la Oficina del Censo de los Estados Unidos, el municipio tiene una superficie total de 93.13 km², de la cual 92,99 km² corresponden a tierra firme y (0,15 %) 0,14 km² es agua.

## Demografía
Según el censo de 2010, había 514 personas residiendo en el municipio de Romine. La densidad de población era de 5,52 hab./km². De los 514 habitantes, el municipio de Romine estaba compuesto por el 95,53 % blancos, el 2,14 % eran afroamericanos, el 0,19 % eran amerindios, el 0,39 % eran asiáticos, el 0,97 % eran de otras razas y el 0,78 % eran de una mezcla de razas. Del total de la población el 0,97 % eran hispanos o latinos de cualquier raza.